# Белокаменське
Белокаменське (рос. Белокаменское) — село у Зольському районі Кабардино-Балкарії Російської Федерації.
Орган місцевого самоврядування — сільське поселення Белокаменське. Населення становить 602 особи.

## Історія
Згідно із законом від 27 лютого 2005 року органом місцевого самоврядування є сільське поселення Белокаменське.

## Населення
| 2002 | 2010 | 2012 | 2013 | 2014 | 2015 | 2016 |
| ---- | ---- | ---- | ---- | ---- | ---- | ---- |
| 576  | ↗602 | ↗603 | ↗615 | →615 | ↗618 | ↘609 |
| 2017 | 2018 | 2019 | 2020 |      |      |      |
| ↘608 | ↘605 | ↗606 | ↘602 |      |      |      |